# (33) Polímnia
(33) Polímnia és l'Asteroide núm. 33 de la sèrie, descobert a París el 28 d'octubre del 1854 per en Jean Chacornac. Rep el seu nom de Polímnia, la musa dels himnes i els ditirambes.